# Ilha Hendrik
A Ilha Hendrik é uma ilha desabitada no norte da Gronelândia, com área de 583 km². Situa-se no mar de Lincoln e está incluída no Parque Nacional do Nordeste da Gronelândia. A ilha recebeu o seu nome em homangem a Hans Hendrik (1834-1889), um inuit que participou em várias expedições de exploração do Ártico no século XIX.